# Glacial Lake Columbia

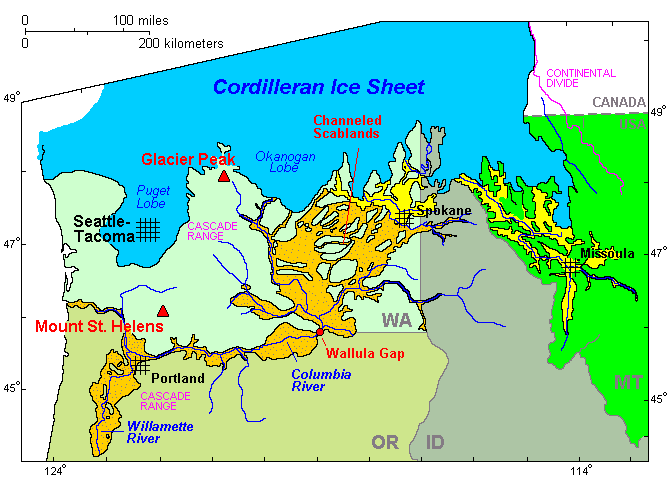
Kordilleren-Eisschild
maximale Ausdehnung des Glacial Lake Missoula (im Osten) und des Glacial Lake Columbia (im Westen)
von den Missoula- und Columbia-Fluten überschwemmte Gebiete

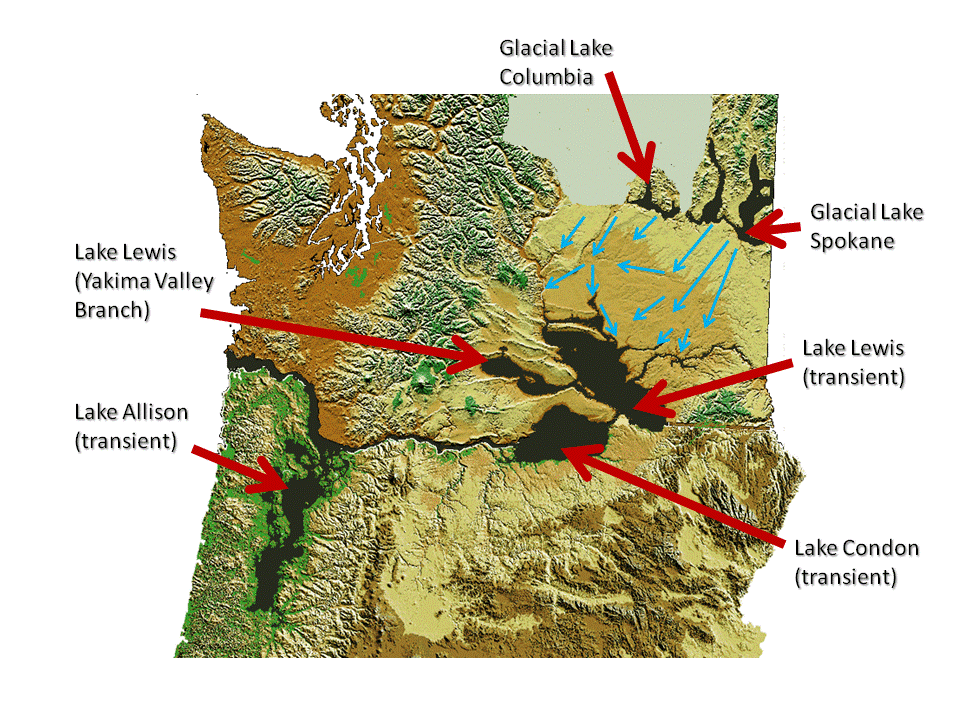
Lage des Glacial Lake Columbia

Der Glacial Lake Columbia war der von einem Eisdamm am Columbia River gebildete Stausee; der Eisdamm stammte vom Okanogan-Lappen des Kordilleren-Eisschildes, als der Lappen während der Wisconsin-Vereisung a etwa 1.300 km² des Waterville-Plateau westlich der Grand Coulee im Zentrum des heutigen US-Bundesstaates Washington bedeckte. Der Lake Columbia war eine bedeutend größere Version des modernen Stausees hinter dem Grand Coulee Dam. Der Überlauf des Lake Columbia – der geteilte Columbia River – entwässerte zunächst über die Foster Coulee und später, als der Eisdamm gewachsen war, durch die erste Moses Coulee sowie schließlich über die Grand Coulee.

## Glacial Lake Missoula
Der Kordilleren-Eisschild staute auch den Clark Fork River und bildete den Glacial Lake Missoula, der hinter einem 2.000 ft (ca. 600 m) hohen Eisdamm Täler im heutigen West-Montana überflutete. Über 2.000 Jahre hinweg brach der Eisdamm immer wieder und gab mit den Missoula-Fluten etwa 40 großvolumige Wassermengen frei, die den Abfluss des Columbia River nutzten und den Glacial Lake Columbia durchflossen. Die erste (und wahrscheinlich größte) Flut umfasste eine Wassermenge von etwa 2.500 Kubikkilometern; kleinere Fluten folgten im Abstand von etwa 20 … 80 Jahren. Seit der Glacial Lake Columbia hinter dem Okanogan-Lappen (bis zu 1.300 ft (ca. 400 m) hoch) eingeschlossen war, blockierte der Lappen effektiv den normalen Verlauf des Columbia River, staute die Missoula-Fluten und zwang das Wasser, über einen Großteil des heutigen Ost-Washington abzufließen. Die Erosion der Fluten schuf die Grand Coulee, die Dry Falls, die Palouse Falls und die Channeled Scablands im heutigen Ost-Washington.

## Ablagerungen
Der Seegrund des Sanpoil-Arms des Glacial Lake Columbia zeigt mehrere Schichten von Ablagerungen wie auch unterschiedliche Abstufungen sowie rhythmische Wiederholungen in der Ablagerung. Wann immer der Glacial Lake Columbia zwischen den Missoula-Fluten wieder gefüllt wurde, können die jährlichen Ablagerungen (Warven) zwischen den Ablagerungen der Missoula-Fluten erkannt werden; sie helfen, die Periodizität dieser Fluten nachzuweisen. Die Ablagerungen durch die Fluten können von den Warven sowohl durch ihre Stärke als auch durch für das Einzugsgebiet des Sees fremdartige Materialien unterschieden werden. Atwater berichtet von 35 … 55 Warven zwischen den Ablagerungen der Fluten im Glacial Lake Columbia, so dass er auf eine Periode von 35 bis 55 Jahren zwischen den Dammbrüchen schloss.